# Sauniku
Sauniku este o arie protejată (arie specială de conservare — SAC, sit de importanță comunitară — SCI) din Estonia întinsă pe o suprafață de 121,2 ha, integral pe uscat.

## Localizare
Centrul sitului Sauniku este situat la coordonatele 58°00′07″N 26°08′22″E / 58.0019°N 26.1394°E.

## Înființare
Situl Sauniku a fost declarat sit de importanță comunitară în aprilie 2004 pentru a proteja 2 specii de plante. Situl a fost protejat și ca arie specială de conservare în februarie 2011.

## Biodiversitate
Situată în ecoregiunea boreală, aria protejată conține 2 habitate naturale: Mlaștini turboase de tranziție și turbării mișcătoare, Mlaștini împădurite.
La baza desemnării sitului se află mai multe specii protejate de  plante (2): moșișoare (Liparis loeselii), ochii-șoricelului (Saxifraga hirculus).
Pe lângă speciile protejate, pe teritoriul sitului au mai fost identificate 3 specii de plante.